# Ferrovia Saint-Césaire - Le Grau-du-Roi
La ferrovia Saint-Césaire - Le Grau-du-Roi (Ligne de Saint-Césaire au Grau-du-Roi in francese) è una linea ferroviaria francese a scartamento ordinario non elettrificata lunga 40,509 km che unisce Saint-Césaire, sobborgo occidentale di Nîmes, con il porto di Le Grau-du-Roi, nel dipartimento del Gard. 

## Storia
La ferrovia fu costruita per favorire lo sviluppo delle saline intorno ad Aigues-Mortes. Il primo segmento, Saint-Césaire - Aigues-Mortes, fu aperto al traffico dalla Compagnie des chemins de fer de Paris à Lyon et à la Méditerranée (PLM) nel 1873. Il tratto finale, dato in concessione dallo stato francese alla PLM, fu inaugurato il 10 luglio 1909.